# Thác Bạt Sa Mạc Hãn
Thác Bạt Sa Mạc Hãn (tiếng Trung: 拓跋沙漠汗, ?- 277) một người Tiên Ti thuộc Sách Đầu bộ sống vào cuối thời Tam Quốc và những năm đầu thời Tây Tấn.
Cha của ông là Thác Bạt Lực Vi- lãnh tụ của Sách Đầu bộ, các lãnh tụ Thác Bạt Tất Lộc, Thác Bạt Xước, Thác Bạt Lộc Quan đều là huynh đệ của ông; các thủ lĩnh Thác Bạt Y Đà, Thác Bạt Y Lô, Thác Bạt Phất đều là nhi tử của ông. Ông được triều đại Bắc Ngụy thời Nam-Bắc triều truy tôn là tiên tổ. "Ngụy thư- tự kỷ" viết rằng Sa Mạc Hãn "thân dài tám thước, anh tư khôi vĩ".
Năm 261, Sa Mạc Hãn bị cha phái đến Tào Ngụy làm con tin. Đến khi Tây Tấn thay thế Tào Ngụy, Sa Mạc Hãn vẫn mang thân phận con tin, đến năm 267 mới được về nước.
Năm 275, Sa Mạc Hãn lại sang Tây Tấn, "Tư trị thông giám" viết rằng chuyến đi này là để nhập cống. Tuy nhiên, đến khi Sa Mạc Hãn trên đường về nước, U châu thứ sử Vệ Quán của Tây Tấn lại thỉnh tấu bắt giữ Sa Mạc Hãn, lại dùng một số tiền lớn hối lộ tù trưởng các bộ Tiên Ti để kích động ly gián.
Năm 277, Sa Mạc Hãn bị đưa về bộ lạc Tiên Ti, tuy nhiên trong bữa tiệc có các tù trưởng, Sa Mạc Hãn lại lấy viên đá ném chim, vì thế bị đánh giá là bị Trung Nguyên hóa. Tù trưởng các bộ sàm ngôn với Lực Vi, lại thêm việc trong thời gian Sa Mạc Hãn làm con tin ở Trung Nguyên, các nhi tử khác đã nhận được sự sủng ái của Lực Vi, cuối cùng Lực Vi ngầm chấp thuận cho tù trưởng các bộ giết Sa Mạc Hãn. Sau khi Sa Mạc Hãn bị giết, Lực Vi đã rất hối hận.
Mặc dù Sa Mạc Hãn chưa từng là thủ lĩnh của Sách Đầu bộ, song sau khi Thác Bạt Khuê xưng đế, đã truy thụy hiệu cho ông là "Văn hoàng đế".